# 上杉重行
上杉 重行（うえすぎ しげゆき、元亨2年（1322年） - 延元3年/建武5年3月15日（1338年4月5日））は、鎌倉時代後期から南北朝時代の武将。上杉重顕の三男。官位は従五位下、左京亮、左近将監。
延元3年/建武5年（1338年）3月15日、上杉憲藤と共に信濃国の渡部（渡邊）河で戦死した。17歳没。